# Юрчук Павло Павлович
Павло Павлович Юрчук — полковник Збройних сил України, що відзначився у ході російського вторгнення в Україну, учасник російсько-української війни.

## Життєпис
Закінчив Національну академію сухопутних військ імені Сагайдачного у 2011-му році. 
На командних посадах перебував із 2015 року, зокрема був командиром роти морської піхоти його підрозділ обороняв Маріупольський напрямок .
Неодноразово проходив міжнародні навчання спільно з підрозділами держав НАТО .
Заступник командира в/ч А1275, 503 ОБМП .
З 27 серпня 2020 служив командиром 21-го окремого мотопіхотного батальйону «Сармат» . 
У лютому 2023 року зайняв посаду начальника штабу – першого заступника командира 56 ОМПБр. Організовував оборону та брав участь у ліквідації прориву групи «Вагнер» північніше Бахмута.  
З початком повномасштабного вторгнення його підрозділ стримував російську агресію в районі Пісків, Волновахи, Золотої Ниви, Вугледара та Бахмута у Донецькій області .
У 2024-му році призначений командиром 63 ОМБр .

## Нагороди
- орден Богдана Хмельницького III ступеня (13 квітня 2022) [6]